# Wieża ciśnień w Skierniewicach
Wieża ciśnień w Skierniewicach – zbudowana na początku XX wieku. Aktualnie nieistniejąca już wieża wyburzona 10 grudnia 2011 roku  metodą pirotechniczną. Wieża znajdowała się przy ulicy Stefana Batorego obok Zbiornika wodnego Zadębie. Należała do mienia wojskowego, później do Skarbu Państwa, a następnie do Urzędu Miasta w Skierniewicach.
Wysokość wieży wynosiła 31,6 m. 
Przez wiele lat nie była wykorzystywana i zagrażała ludziom i mieniu. Wieża była w złym stanie technicznym i dlatego podjęto uchwałę o jej zburzeniu.